# Lamproscatella salinaria
Lamproscatella salinaria är en tvåvingeart som först beskrevs av Sturevant och Wheeler 1954.  Lamproscatella salinaria ingår i släktet Lamproscatella och familjen vattenflugor. Inga underarter finns listade i Catalogue of Life.